# Blackpool Tower

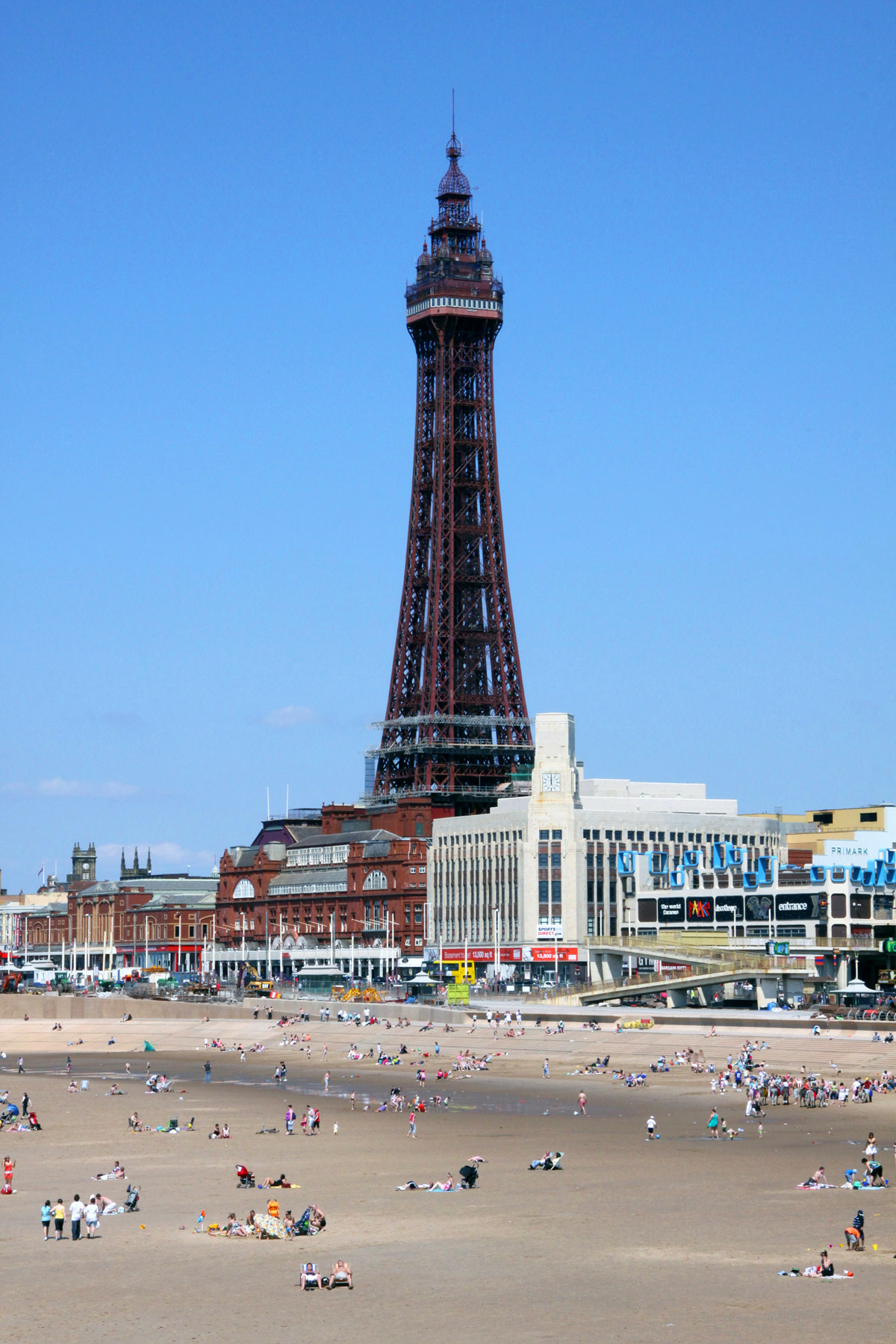
Blackpool Tower

Blackpool Tower är ett 158 meter högt torn och turistattraktion som ligger vid strandkanten i Blackpool, England.
Det byggdes 1895 med Eiffeltornet i Paris som förebild.